# Stefaan Engels
Stefaan Engels (Gent, 7 april 1961) is een Belgische duursporter, die zich de "marathonman" noemt nadat hij tussen 6 februari 2010 en 5 februari 2011 365 marathons liep in evenveel dagen.

## Projecten[1]
Stefaan Engels leed als kind al aan astma en kreeg van zijn dokter te horen dat hij geen langdurige inspanningen zou mogen doen. Hij is bestuurder (geweest) van verschillende bedrijven en verenigingen, die er meestal op gericht waren de mensen meer aan het bewegen te krijgen om hun gezondheid te bevorderen.
- Hij was mede-zaakvoerder van Tentoonstellingshuis Zebra bvba te Gent, opgericht in 2004, dat onder meer tentoonstellingen organiseerde. Een van zijn projecten was de "Beweegmobiel", in samenwerking met Partena ziekenfonds. De Beweegmobiel is een mobiele teststudio waar iedereen zijn uithoudingsvermogen, vetpercentage en cholesterolgehalte kan laten meten. Tentoonstellingshuis Zebra werd op 2 februari 2009 failliet verklaard.
- Hij was in 2006 medeoprichter van de vzw Ironmanagers 2008, die als doel had een aantal managers te begeleiden zodat ze konden deelnemen aan de Ironman triatlon van Florida in 2008. In mei 2007 nam hij echter ontslag als bestuurder van deze vereniging.
- Hij is medeoprichter van de vzw 3together, opgericht op 11 april 2007. Deze vereniging is betrokken bij het project "Move@Work", dat erop gericht is om meer werknemers aan het sporten te krijgen.
- Hij is medeoprichter en voorzitter van de raad van bestuur van vzw The Energy Factory, opgericht op 19 januari 2009. "Factor 100" is een project van deze vereniging.

## The Energy World Tour
Naast het organiseren van activiteiten voor anderen ging Stefaan Engels zelf op zoek naar uitdagingen voor zijn lichaam. Onder de titel "The Energy World Tour" liep hij twintig volledige triatlons in één jaar; de eerste was in december 2007 in Australië. Deze prestatie leverde hem een vermelding op in het Guinness Recordboek.

## Marathonman
De volgende uitdaging die Stefaan zichzelf stelde was het verbeteren van het wereldrecord opeenvolgende marathons lopen. Dat stond op naam van de Japanner Akinori Kusuda, die in 2009 op 65-jarige leeftijd 52 marathons op 52 achtereenvolgende dagen had uitgelopen. Maar Stefaan ging nog verder: hij stelde zichzelf als ultieme doelstelling om 365 marathons in één jaar te lopen, dus elke dag eentje.
Hij begon aan zijn opdracht op 1 januari 2010 aan de Watersportbaan in Gent. Na een paar weken kreeg hij echter een voetblessure en mocht hij van zijn dokter niet meer lopen. Hij deed dan maar vanaf 19 januari verder in een handbike. Op 6 februari mocht hij weer lopen en hij zette de teller terug op nul; van toen af bleef hij de dagelijkse marathons afwerken. Tijdens het volgende jaar deed hij mee aan verschillende Belgische en buitenlandse marathons en halve marathons, die hij dan tweemaal liep. Hij liep onder meer vele marathons in Spanje, en ook in Londen, Athene, New York, Montreal en Mexico. Tijdens de Gentse Feesten deed hij elke dag een marathon in Gent. Hij beëindigde zijn uitdaging succesvol op 5 februari 2011 in Barcelona, waar hij zijn 365e marathon op evenveel dagen uitliep.
- Biblioteca Nacional de España: XX5162375
- International Standard Name Identifier: 0000 0003 6373 387X
- Virtual International Authority File: 226061594
- WorldCat: E39PBJcWvCgbF9tPDHqhQqV6Kd